# Friederike Brion

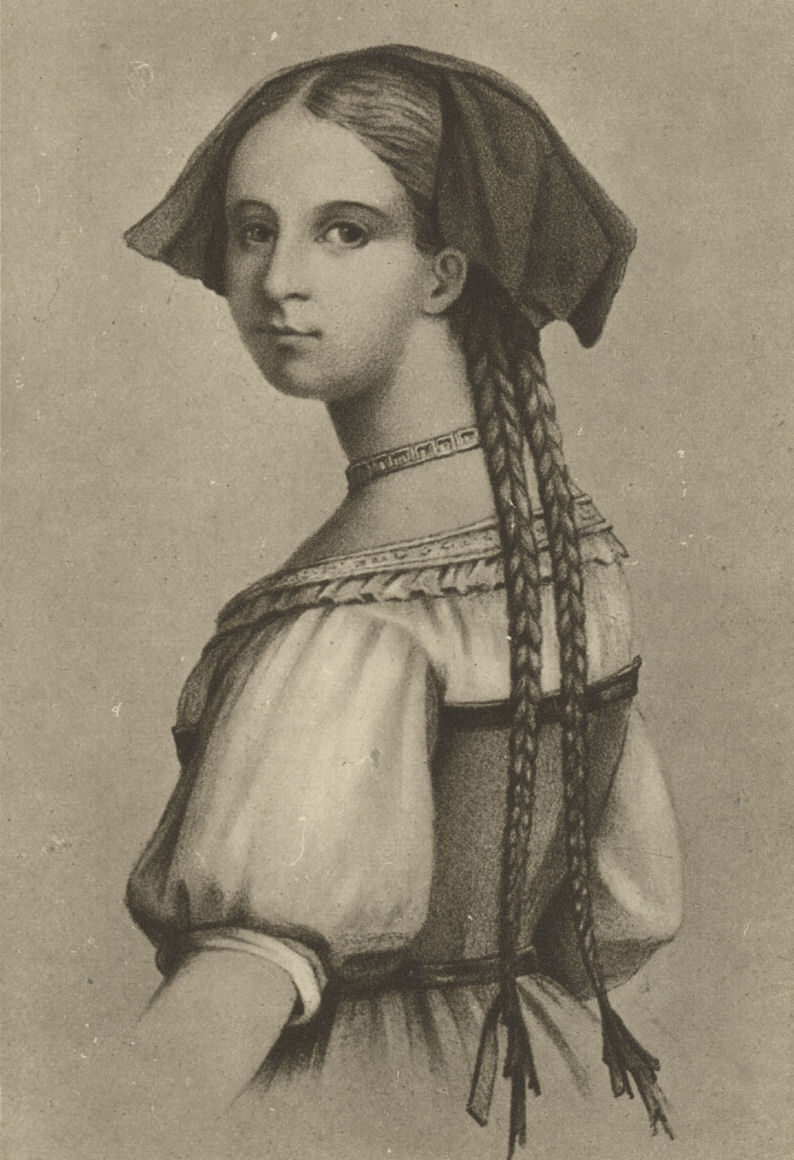
Friederike Brion.

Friederike Elisabeth Brion, Friederike från Sesenheim, född den 19 april 1752, död den 3 april 1813, var en elsassisk prästdotter, känd från Goethes biografi.
Friederike Brion lärde känna Goethe 1770 under hans uppehåll i Strassburg. Vid sina besök i hennes föräldrahem, prästhuset i Sesenheim, blev Goethe intagen av den behagfulla och naturliga unga flickan, som också förälskade sig i honom. Likväl ingicks ingen egentlig förlovning, och Goethe tycks aldrig haft för avsikt att gifta sig med henne, trots sin häftiga kärlek. I augusti 1771 lämnade Goethe Strassburg och skildes från Friederike, som efter hans avresa föll i en svår sjukdom. 
Goethes uppförande i denna sak har blivit olika bedömt och ofta klandrat. Hans försvarare framhåller, att han tidigt insåg, att Friederike genom sin bristande kultur skulle hämma hans utveckling och hindra hans framtidsplaner, varför han för sin kallelses skull gjorde slut på förhållandet. Huvudkällan för kännedomen om denna episod i Goethes liv är hans egen skildring i Dichtung und Wahrheit.
1928 komponerade Franz Lehár operetten Friederike över denna händelse.